# Assyriologi (Københavns Universitet)
Assyriologi er et fag på Institut for Tværkulturelle og Regionale Studier, på Københavns Universitet.
Faget beskæftiger sig med nogle af verdenshistoriens første skriftkulturer der blomstrede i områderne mellem særligt Eufrat og Tigris i oldtidens Mellemøsten. Studiet fokuserer på at forstå oldtidens samfund ved at læse, analysere, og forstå skriftsproget kileskrift i alle dets former, fra dets opfindelse omkring 3.200 f.v.t. til slutningen af dets brug omkring år 80 e.v.t. Ydermere inddrager faget også en række andre discipliner, så som Nærorientalsk arkæologi, historie, og lingvistik. De titusindvis af skriftlige kilder forskerne i dag har til rådighed tillader, at man kan studere alt fra økonomihistorie til oldtidsmedicin. Dansk forskning har en lang tradition indenfor Assyriologien, der rækker helt tilbage til Carsten Niebuhrs Store arabiske Ekspedition 1761-67, og danske forskere har bidraget massivt til fagets udvikling siden fagets etablering som en selvstændig disciplin ved Københavns Universitet i 1926.